# The Tempest (film 1921)
The Tempest è un cortometraggio muto del 1921 diretto da Robert N. Bradbury che fu distribuito dalla Pathé Exchange. Firmato dallo stesso regista e da Frank M. Clark, la sceneggiatura del film è un adattamento basato su La tempesta di William Shakespeare.

## Produzione
Il film fu prodotto dalla C.J. Williams Productions.

## Distribuzione
Distribuito dalla Pathé Exchange, il film - un cortometraggio di ventidue minuti in due bobine - uscì nelle sale cinematografiche statunitensi il 6 marzo 1921.
Non si conoscono copie ancora esistenti della pellicola che viene considerata presumibilmente perduta.